# Кяго, Ристо
Ристо Кяго (эст. Risto Kägo; 4 августа 1989, Пярну) — эстонский футболист, опорный полузащитник.

## Биография
Воспитанник таллинской «Флоры». Взрослую карьеру начал в 2006 году в резервной команде «Флоры», где сыграл один матч, а затем в «Элве», обе команды выступали в первой лиге Эстонии.
В 2007 году перешёл в столичный «Нымме Калью», также выступавший в первой лиге. По окончании сезона клуб, занявший шестое место, получил право выхода в высшую лигу Эстонии. Дебютный матч в элите Кяго сыграл 22 марта 2008 года против ТФМК, заменив на 83-й минуте Мартина Маасинга. Свой первый гол забил 11 апреля 2009 года в ворота «Левадии». Всего за два с половиной сезона в высшей лиге сыграл за «Нымме Калью» 30 матчей и забил один гол, с учётом первой лиги — 54 матча. Финалист Кубка Эстонии 2008/09, в финальном матче остался в запасе. Осенью 2010 года числился в клубе третьего дивизиона Финляндии «Атлантис».
Летом 2011 года присоединился к таллинскому «Калеву», с которым в том же сезоне победил в первой лиге и следующие два сезона выступал в высшем дивизионе. Всего сыграл за клуб 49 матчей и забил 5 голов в элите, а с учётом первой лиги — 65 матчей и 6 голов. В сезоне 2013 года в 24 матчах получил 20 жёлтых и 7 красных карточек.
Весной 2014 года играл в чемпионате Гибралтара за «Лайонс Гибралтар» (8 матчей и 4 гола, согласно интервью), а затем в течение двух сезонов — за клуб «Британния XI».
Всего в высшем дивизионе Эстонии сыграл 79 матчей и забил 6 голов. По состоянию на 2020 год вместе с Андреем Калимуллиным владел рекордом по числу удалений в чемпионате Эстонии — 10, причём провёл в шесть раз меньше матчей, чем Калимуллин (517).

## Личная жизнь
Брат Норман (род. 1987) — также футболист, сыграл 13 матчей в высшей лиге Эстонии, в 2016 году привлекался к суду по делу о торговле наркотиками.